# Carl Ploug
Carl Parmo Ploug (født 29. oktober 1813 i Kolding, død 27. oktober 1894 i København) var en dansk digter, redaktør og politiker. Carl Plougs forældre var adjunkt, senere overlærer Christian Frederik Ploug (1774-1837) og Parmone Caroline, født Petersen (1784-1860). Den 6. juli 1854 blev han gift med Frederikke Elisabeth, født Michelsen (1834-1904) i Vartov Kirke. Han blev student i 1829, hvorefter han studerede sprog og historie.
I 1839 blev han medarbejder ved det nationalliberale blad Fædrelandet. Carl Ploug var medlem af den grundlovgivende rigsforsamling i 1848, hvor han tilhørte den samme fløj som Orla Lehmann og H.N. Clausen, der normalt betegnes som de nationalliberales "venstrefløj". Carl Ploug var medlem af folketinget 1853 – 1857, og næsten uafbrudt fra 1859 – 1890, medlem af Landstinget.
Han var ivrig fortaler for krigen i 1864, og han opildnede folket til kampgejst, blandt andet i blind tro på, at Sverige ville komme Danmark til militær undsætning. Det gjorde "broderfolket" ikke, og nederlaget til Østrig- Preussen gav ham et alvorligt knæk. Da de nationalliberales forslag til grundlovsændring ikke blev vedtaget af Rigsrådet, manede Ploug til nationalt sammenhold for at beskytte de rester, der var tilbage af fædrelandet, og støttede derfor det konservative forslag, som blev vedtaget som Grundloven af 1866.
Carl Ploug var som ung stærkt optaget af at om værne den personlige frihed, og han gik ind for almindelig valgret (for mænd), men udviklede sig gennem årene i mere konservativ retning. Eksempelvis var han modstander af kvindelig valgret, og ved landstingets åbning i 1888 fik han sin afvisning af kvinders valgret vedtaget med 34 stemmer for og 14 imod. Han blev pludselig syg den 27. oktober 1894, få dage før han skulle have afsløret Jens Christian Hostrups buste på Regensen, og døde samme dag.

## Liv og gerning
Hans digte afslører, at han havde en lykkelig barndom. Efter sin studentereksamen i 1829 studerede han først teologi og klassisk filologi, men valgte herefter historie og litteratur uden at opnå embedseksamen. Han blev medarbejder ved Fædrelandet på Orla Lehmanns anbefaling og virkede herefter i en årrække som en kompromisløs skribent, der engagerede sig i kampen mod enevælden og for skandinavismen, ligesom han gjorde sig til bannerfører for danskheden og bevarelsen af det danske sprog i Slesvig. Han blev redaktør af Fædrelandet i 1841 og beholdt denne post indtil 1881. I denne lange årrække styrede han bladet "næsten enevældigt".
Ploug, der var en stor agitator, forstod at ramme sit publikums følelser Disse talenter udnyttede han bl.a. i en tale til de svenske skandinavister i Kalmar i 1843, hvor han blev mødt med jubel, da han hævdede, at Sønderjylland var i fare for at blive erobret af "tyskheden". Kun en fælles nordisk nationalitetsfølelse kunne dæmme op for denne fare. Den 22. juni 1848 bragte han en artikel med forslag til en deling af Slesvig efter sindelag, men fik en så overvældende kritik og et så stort fald i bladets kreds af abonnenter, at han skiftede mening, og i årene op til krigen i 1864 var han i sine artikler i Fædrelandet en af de varmeste fortalere for Ejderpolitikken. Da Skandinavismen fik en genopblussen, tog Ploug i 1856 igen til Kalmar, hvor han talte om de nordiske folks forening, der skulle sikre Norden en plads i historien. Midlet hertil var ifølge Ploug, at den barnløse Frederik 7. skulle efterfølges af den svenske kronprins. Planen blev vel modtaget i de to kongehuse, men de gensidige forsikringer om broderskab forblev retoriske og led endeligt nederlag, da Sverige - Norge undlod at støtte Danmark militært under 2. slesvigske krig. Plougs kompromisløse facon betød, at han selv i nationalliberalismens "guldalder" fra 1855 til 1863 kom i modsætningsforhold til de førende politikere. Endog sin nære ven Orla Lehmann blev han for en kort periode uvenner med, da denne 1861-63 var indenrigsminister i regeringen C.C. Hall, og Ploug kritiserede denne regering for at være uklar i sit forsvar for Ejderpolitikken. Under 2. slesvigske krig søgte Ploug at opildne det nationale sindelag med agitatoriske budskaber i Fædrelandet. Nederlaget i slaget om Als og afståelsen af hertugdømmerne gav han Christian 9. skylden for. Han søgte også, da nederlaget var en kendsgerning, at genoplive den skandinaviske unionstanke, men de svenske "allierede" ønskede ikke at blive involveret i en kamp for generobring af Slesvig. De Nationalliberale ledere gik efter nederlaget mod højre i dansk politik, og Ploug blev valgt til flere tillidsposter i partiet Højre. I de seneste år op til sin død fremstod han som en af de yderligtgående konservative, bl.a. på grund af sin modstand mod kvinders valgret.
Når han blev angrebet for sin holdningsændring, forsvarede han sig med, at det var omgivelserne, der havde forandret sig. Selv følte han, at han var tro mod sine idealer. Det lykkedes ham, sammen med blandt andre C.C. Hall, at påvirke Højre i en nationalromantisk retning, selv om partiet fastholdt sin støtte til kongen.

## Digtning
Carl Ploug digtede gennem det meste af livet, mest lejlighedsdigte til nationale fester, mindedigte og kærlighedsdigte, men også fortællende digte. Han var aktiv ved studentermøder og ved folkefesterne der blev afholdt i perioden 1843-1859 på Skamlingsbanken, hvortil han også skrev en række sange, der spiller på nationalfølelsen. I 1842 skrev han "Længe var Nordens herlige Stamme", som i de følgende år blev en slagsang for skandinavismen. Til festen i 1846 skrev han digtet "Den danske Sang" med indledningen: "Liflig fløjte Velsklands Nattergale". Ikke at forveksle med Kai Hoffmanns "Den danske sang", som Carl Nielsen satte melodi til i 1926. Han har ligeledes skrevet sangen Vaj højt, vaj stolt og frit vort flag (1867), der under 2. verdenskrig var et symbol på den danske nationalitetsfølelse. Indtil han i 1854 blev gift med Frederikke Elisabeth Michelsen, skrev han ikke sange om kærlighed og erotik. Senere skrev han flere sonetter, der er utvetydige kærlighedserklæringer til hans hustru, bl.a. i digtet "Fra hjemmet III", som han skrev til hendes fødselsdag i 1883.

## Vurderinger og eftermæle
Som de nationalliberales pennefører blev han på godt og ondt identificeret med denne bevægelse, og derfor efter nederlaget i 2. slesvigske krig hårdt udskældt for sin "urealistiske" agitation under krigen. I 1870'erne blev han stærkt udskældt af Edvard Brandes for sin støtte til de konservative kræfter. Det er blevet fremhævet, at hans "nationalromantiske fantasier" gjorde det vanskeligt for politikerne at tage mere besindige beslutninger under denne krig. Som forsvar for Ploug er det blevet fremhævet, at han aldrig drog personlig gevinst af sine synspunkter, ligesom hans indslag i Fædrelandet hverken tog hensyn til ven eller fjende. Han skrev alene ud fra sin overbevisning.
Carl Plougsvej i den sydlige del af Kolding er opkaldt efter Carl Ploug.
- buste af Herman Wilhelm Bissen i Nivaagaards Malerisamling
- Buste på Danas Plads
- Mindesten ved Koldinghus
- Mindesten i talerstolen på Skamlingsbanken